# Medalha de Ouro do RIBA

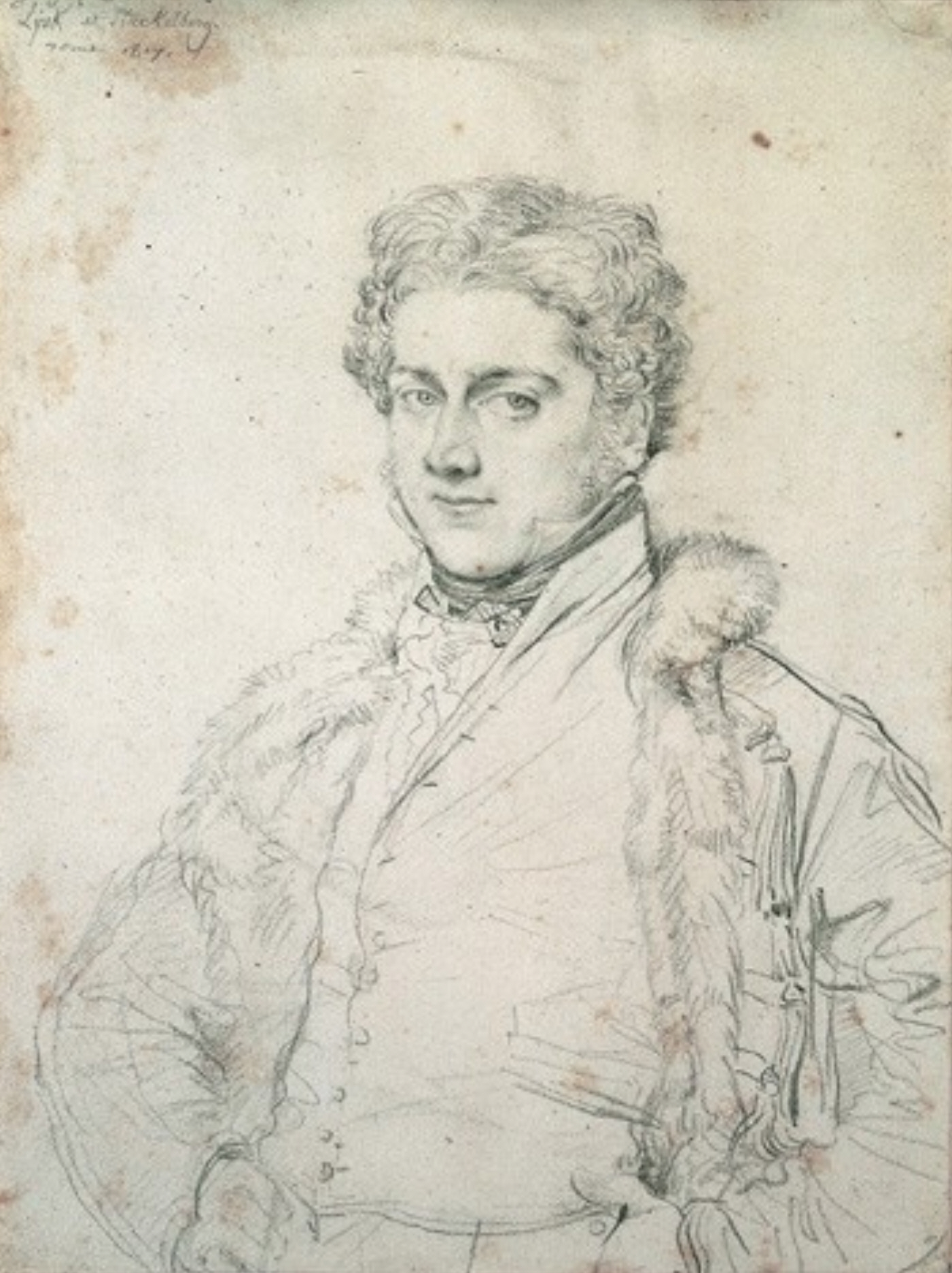
Charles Robert Cockerell, primeiro vencedor da Medalha de Ouro do RIBA.

A Medalha de Ouro do RIBA (em inglês:  Royal Gold Medal) para arquitetura é concedida anualmente pelo Royal Institute of British Architects em nome do monarca britânico, em reconhecimento a um indivíduo ou grupo por contribuições substanciais à arquitetura internacional.
A medalha foi concedida a primeira vez em 1848 a Charles Robert Cockerell - única vez que o prêmio não permitia estrangeiros - e dentre os laureados então os mais famosos arquitetos desde então, incluindo sir Giles Gilbert Scott (1925), Frank Lloyd Wright (1941) e Le Corbusier (1953). 
Em 1966 Ove Arup foi o primeiro engenheiro estrutural a receber a medalha; e em 1992 o irlandês Peter Rice foi o segundo engenheiro a ser laureado. Em 1999, a medalha foi concedida à cidade de Barcelona.
A condecoração é para o conjunto de obras, e não para uma só edificação ou para um arquiteto em voga.

## Laureados
- 1848: Charles Robert Cockerell
- 1849: Luigi Canina  Itália
- 1850: Charles Barry
- 1851: Thomas Leverton Donaldson
- 1852: Franz Leo von Klenze  Áustria
- 1853: Robert Smirke
- 1854: Philip Hardwick
- 1855: Jacques Ignace Hittorff  França
- 1856: William Tite
- 1857: Owen Jones
- 1858: Friedrich August Stüler  Alemanha
- 1859: George Gilbert Scott
- 1860: Sydney Smirke
- 1861: JB Lesueur  França
- 1862: Robert Willis
- 1863: Anthony Salvin
- 1864: Eugene Viollet-le-Duc  França
- 1865: James Pennethorne
- 1866: Matthew Digby Wyatt
- 1867: Charles Texier  França
- 1868: Austen Henry Layard
- 1869: Karl Richard Lepsius  Alemanha
- 1870: Benjamin Ferrey
- 1871: James Fergusson
- 1872: Baron von Schmidt  Áustria
- 1873: Thomas Henry Wyatt
- 1874: George Edmund Street
- 1875: Edmund Sharpe
- 1876: Joseph-Louis Duc  França
- 1877: Charles Barry
- 1878: Alfred Waterhouse
- 1879: Marquis de Vogue  França
- 1880: John Loughborough Pearson
- 1881: George Godwin
- 1882: Baron von Ferstel  Áustria
- 1883: Francis Cranmer Penrose
- 1884: William Butterfield
- 1885: Heinrich Schliemann  Alemanha
- 1886: Charles Garnier  França
- 1887: Ewan Christian
- 1888: Theophil von Hansen  Áustria
- 1889: Charles Thomas Newton
- 1890: John Gibson
- 1891: Arthur Blomfield
- 1892: Cesar Daly  França
- 1893: Richard Morris Hunt  Estados Unidos
- 1894: Lord Leighton
- 1895: James Brooks
- 1896: Ernest George
- 1897: Pierre Cuypers  Países Baixos
- 1898: George Aitchison
- 1899: George Frederick Bodley
- 1900: Rodolfo Amadeo Lanciani  Itália
- 1901: No award
- 1902: Thomas Edward Collcutt
- 1903: Charles Follen McKim  Estados Unidos
- 1904: Auguste Choisy  França
- 1905: Aston Webb
- 1906: Lawrence Alma-Tadema
- 1907: John Belcher
- 1908: Honore Daumet  França
- 1909: Arthur John Evans
- 1910: Thomas Graham Jackson
- 1911: Wilhelm Dorpfeld
- 1912: Basil Champneys
- 1913: Reginald Blomfield
- 1914: Jean-Louis Pascal  França
- 1915: Frank Darling  Canadá
- 1916: Robert Rowand Anderson
- 1917: Henri Paul Nenot  França
- 1918: Ernest Newton
- 1919: Leonard Stokes
- 1920: Charles Louis Girault  França
- 1921: Edwin Landseer Lutyens
- 1922: Thomas Hastings  Estados Unidos
- 1923: John James Burnet
- 1924: No award
- 1925: Giles Gilbert Scott
- 1926: Ragnar Ostberg  Suécia
- 1927: Herbert Baker
- 1928: Guy Dawber
- 1929: Victor Alexandre Frederic Laloux  França
- 1930: Percy Scott Worthington
- 1931: Edwin Cooper
- 1932: Hendrik Petrus Berlage  Países Baixos
- 1933: Charles Reed Peers
- 1934: Henry Vaughan Lanchester
- 1935: Willem Marinus Dudok  Países Baixos
- 1936: Charles Henry Holden
- 1937: Raymond Unwin
- 1938: Ivar Tengbom  Suécia
- 1939: Percy Thomas
- 1940: Charles Francis Annesley Voysey
- 1941: Frank Lloyd Wright  Estados Unidos
- 1942: William Curtis Green
- 1943: Charles Herbert Reilly
- 1944: Edward Maufe
- 1945: Victor Vesnin  União Soviética
- 1946: Patrick Abercrombie
- 1947: Albert Richardson
- 1948: Auguste Perret  França
- 1949: Howard Robertson
- 1950: Eliel Saarinen  Finlândia
- 1951: Emanuel Vincent Harris
- 1952: George Grey Wornum
- 1953: Le Corbusier  França
- 1954: Arthur George Stephenson
- 1955: John Murry Easton
- 1956: Walter Adolf Georg Gropius  Alemanha/ Estados Unidos
- 1957: Hugo Alvar Henrik Aalto  Finlândia
- 1958: Robert Schofield Morris  Canadá
- 1959: Ludwig Mies van der Rohe  Alemanha/ Estados Unidos
- 1960: Pier Luigi Nervi  Itália
- 1961: Lewis Mumford  Estados Unidos
- 1962: Sven Markelius  Suécia
- 1963: William Graham Holford
- 1964: Edwin Maxwell Fry
- 1965: Kenzo Tange  Japão
- 1966: Ove Arup
- 1967: Nikolaus Pevsner
- 1968: Richard Buckminster Fuller  Estados Unidos
- 1969: Jack Antonio Coia
- 1970: Robert Matthew
- 1971: Hubert de Cronin Hastings
- 1972: Louis I Kahn  Estados Unidos
- 1973: Leslie Martin
- 1974: Powell e Moya
- 1975: Michael Scott  Irlanda
- 1976: John Summerson
- 1977: Denys Lasdun
- 1978: Jørn Utzon  Dinamarca
- 1979: Charles e Ray Eames  Estados Unidos
- 1980: James Stirling
- 1981: Sir Philip Dowson
- 1982: Berthold Lubetkin
- 1983: Sir Norman Foster
- 1984: Charles Correa
- 1985: Richard Rogers
- 1986: Arata Isozaki  Japão
- 1987: Ralph Erskine
- 1988: Richard Meier
- 1989: Renzo Piano
- 1990: Aldo van Eyck
- 1991: Colin Stansfield Smith
- 1992: Peter Rice
- 1993: Giancarlo de Carlo
- 1994: Michael e Patricia Hopkins
- 1995: Colin Rowe  Reino Unido/ Estados Unidos
- 1996: Harry Seidler  Áustria/ Austrália
- 1997: Tadao Ando  Japão
- 1998: Oscar Niemeyer  Brasil
- 1999: Barcelona  Espanha
- 2000: Frank Gehry  Estados Unidos
- 2001: Jean Nouvel  França
- 2002: Archigram  Reino Unido
- 2003: Rafael Moneo  Espanha
- 2004: Rem Koolhaas  Países Baixos
- 2005: Frei Otto  Alemanha
- 2006: Toyo Ito  Japão
- 2007: Herzog & de Meuron  Suíça
- 2008: Edward Cullinan  Reino Unido
- 2009: Álvaro Siza Vieira  Portugal
- 2010: I. M. Pei  China/ Estados Unidos
- 2011: David Chipperfield  Reino Unido
- 2012: Herman Hertzberger  Países Baixos
- 2013: Peter Zumthor  Suíça
- 2014: Joseph Rykwert  Reino Unido
- 2015: O'Donnell & Tuomey  Irlanda
- 2016: Zaha Hadid  Iraque/ Reino Unido
- 2017: Paulo Mendes da Rocha  Brasil[1]
- 2018 Neave Brown  Estados Unidos/ Reino Unido[2][3]
- 2019: Nicholas Grimshaw
- 2020: Yvonne Farrell e Shelley McNamara